# Nidhal Guiga
Pour les articles homonymes, voir Guiga.
 (juin 2023).
Il peut être nécessaire de l'améliorer pour respecter le principe de neutralité de point de vue. Veuillez consulter la page de discussion pour plus de détails.

Nidhal Guiga ou Nidal Guiga, née le 11 mars 1975,, est une actrice, écrivaine et réalisatrice tunisienne.

## Biographie
Avec Tarek Ben Chaâbane, Nidhal Guiga écrit et met en scène Zéro Bis, une production d'El Teatro en 2003. 
Elle joue dans le téléfilm Nadia et Sarra (en) de Moufida Tlatli pour Arte en 2004.
En 2006, elle écrit et met en scène Une heure et demie après moi, une production du Théâtre national tunisien, et, en 2008, Selon Gagarine, qui est également une production du Théâtre national tunisien,. Cette même année, elle interprète aussi le rôle de Mathilde Bourguiba, première épouse du premier président de la Tunisie, Habib Bourguiba, dans Thalathoun (Trente), long métrage de Fadhel Jaziri. En 2009, elle joue dans le court métrage de Souheil Ben Hamida, Al Akal Zina.
En 2012, elle joue dans des pièces de théâtre radiophoniques, comme Antigone et Rhinocéros, et tient une chronique sur Radio Tunis chaîne internationale de 2011 à 2012. La même année, elle publie chez Sud Éditions son premier roman intitulé Mathilde B., une lettre imaginaire de Mathilde Bourguiba, ; son livre reçoit le prix Zoubeida Bchir le 22 mars 2013 dans la catégorie « création littéraire en langue française ».
Elle participe avec un texte de théâtre, Pronto Gagarine, au projet Dramaturgie arabe contemporaine. Texte sélectionné pour qu'il soit mis en scène, en février 2013, par l'Irakien Muhaned Alhadi, il fait référence directement aux grèves de Gafsa survenues en 2008. En novembre 2013, Pronto Gagarine est publié en version bilingue aux éditions Elyzad et présenté à la Friche Belle de Mai à Marseille. Cette même pièce de théâtre est sélectionnée par le festival d'Avignon en 2014. Mise en voix par la metteuse en scène française Catherine Boskowitz, la pièce est enregistrée et diffusée sur les ondes de Radio France internationale, partenaire du festival. 
En 2013, elle écrit et réalise le court métrage A Capella, sélectionné dans la compétition nationale de la 25e édition des Journées cinématographiques de Carthage en 2014.
En 2015, elle adapte La vie est un songe, une pièce du dramaturge espagnol Pedro Calderón de la Barca, en arabe tunisien ; la pièce est mise en scène par David Bobée, Aïcha M'barek et Hafiz Dhaou, et produite par l'Institut français de Tunisie et les Journées théâtrales de Carthage. La même année, elle publie son troisième roman aux éditions Arabesques, Tristesse Avenue.
En 2017, elle réalise son deuxième court métrage, Astra, qui est sélectionné en compétition officielle du Festival international du film de Dubaï puis qui reçoit en 2018 le Tanit de bronze aux Journées cinématographiques de Carthage. Il est aussi en compétition officielle au Alexandria Short Film Festival. La même année, elle joue dans le court métrage Terreur de Nawfel Saheb-Ettaba.
En 2020, elle réalise un film sur le thème du confinement, Silencio, produit dans un ensemble de cinq courts métrages de femmes réalisatrices,.
En 2021, son scénario de long métrage de fiction intitulé The Blue Album est sélectionné au Festival du film arabe de Malmö (en).
En février 2022, Nidhal Guiga est sélectionnée à la Berlinale Talents (en). Elle est par ailleurs membre du jury aux Industry Days du Festival du film arabe de Malmö aux côtés de Fatima Al-Banawi et Johan Simonsson.

## Autres activités
Docteure en linguistique et enseignante universitaire à partir de 2002, elle enseigne en 2021 l'adaptation et la narration à l'université[Laquelle ?].

## Publications
- Nidhal Guiga, Mathilde B., Tunis, Sud Éditions, 2012, 68 p. (ISBN 978-9-938-01060-2).
- Nidhal Guiga, Pronto Gagarine, Tunis, Éditions Elyzad, 2013, 124 p. (ISBN 978-9-973-58059-7).
- Nidhal Guiga, Tristesse Avenue, Tunis, Éditions Arabesques, 2015, 148 p. (ISBN 978-9-938-07138-2).